# Toxorhynchites separatus
Toxorhynchites separatus är en tvåvingeart som först beskrevs av Lynch Arribalzaga 1891.  Toxorhynchites separatus ingår i släktet Toxorhynchites och familjen stickmyggor. Inga underarter finns listade i Catalogue of Life.